# Hippopsis gilmouri
Hippopsis gilmouri là một loài bọ cánh cứng trong họ Cerambycidae.